# Ambodifarihy Fenomanana
Ambodifarihy Fenomanana – gmina (kaominina) na Madagaskarze, w regionie Vakinankaratra, w dystrykcie Ambatolampy. W 2001 roku zamieszkana była przez 11 423 osób. Siedzibę administracyjną stanowi miejscowość Ambodifarihy Fenomanana.